# ブリヂストン・モンテカルロ
ブリヂストン・モンテカルロ (Bridgestone Montecarlo) は、ブリヂストンサイクルより1978年より1990年代初頭まで販売されていたジュニアスポーツ車のブランドである。

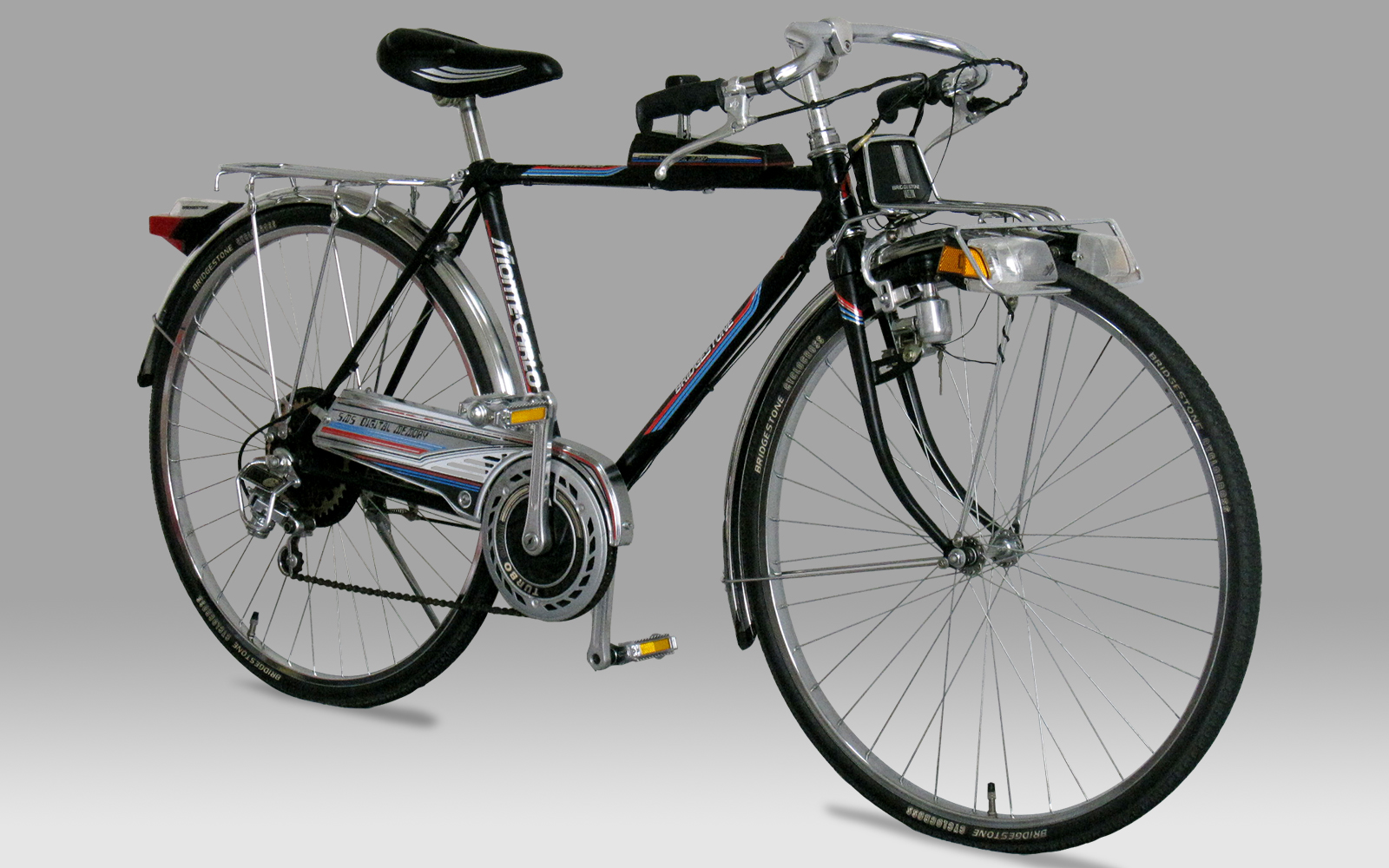
1982年式 モンテカルロ MS-6NW

## 概要
1977年まで、ブリヂストンサイクルからはジュニアスポーツ車として、アストロ、ヤングウェイなどのブランド名の車種が販売されていた。1978年(注: 実際の販売は1977年末から)に、ヤングウェイのサブカテゴリとして、モンテカルロのラリーカー (ランチア・ストラトス) のイメージを再現した新ブランド「ヤングウェイ (モンテカルロタイプ)」が発売された。翌年からは、「モンテカルロ」がブリヂストンサイクルのジュニアスポーツ車を代表するブランド名と位置付けられ、1990年ごろまで毎年モデルチェンジが行われた。
毎年、サイズや装備が異なる複数の車種がラインナップされ、上位車種には、その年の新装備 (電装品など) が搭載された。一方、廉価な車種に関しては、年式による装備の違いはほとんどない。

## 特徴
他社のジュニアスポーツ車同様、ホリゾンタルなトップチューブ上にシフトコンソールが配され、外装5〜6段変速、セミドロップ (またはアップ) ハンドル、2灯以上の前照灯、という共通の特徴を有する。

## 歴史・車種
ここでは、少年マンガ誌の裏表紙などで取り上げられた、各年の代表車種を中心に解説する。

### 1978年式　ヤングウェイ (モンテカルロタイプ)
モンテカルロラリーのイメージをスポーツ車に実現した、モンテカルロシリーズの第一弾。ランチャ・ストラトスを模したデザインとなっている。

#### 代表車種とその主要装備[1]
代表車種: YGSN-5B (26インチ) 標準現金販売価格 52,800円
フレームカラーは黒、黄、緑、赤の4種類。
キャッチコピー: "あの「モンテ」イメージがいまスポーツ車に"
- シンクロメモリーシフト - セーバー機構で停車中にプリシフトが可能な変速機構[2]
- ダイネックスブレーキ - ドラムブレーキとバンドブレーキの利点を組み合わせて制動性能を高めた後輪用のブレーキ[3]
- ニューシクロクロスタイヤ - ホワイトレターが特徴的な
- SCブレーキ - 前輪用の自動調芯ブレーキ
- スリースターリフレクター
- ニュータイプランプ
- チェーンリングにオーバルギアを採用し、リアスプロケットは34Tのワイドギア

#### その他の車種
低サイズ (24インチ) のJYSN-5A (現金販売価格 48,800円。色は黒、黄、緑)、高サイズの YGSN-5H (現金販売価格 52,800円。色は黒、黄) がある。

### 1979年式　ヤングウェイモンテカルロ
ポルシェ・935マルティーニを模したマルティーニカラーの「ポルシェタイプ」と、前年のデザインを踏襲したアリタリアカラーの「ランチャタイプ」の2系統がラインナップされ、リトラクタブルライトを搭載した車種が登場した。

#### 代表車種とその主要装備[4]
代表車種: YGSN-5 (ポルシェタイプ) (26インチ)。
標準現金販売価格 53,800円
フレームカラーは黒、シルバー、緑、青の4種類
キャッチコピーは"すごいヤツは、ヘッドが違う!"、"おーっ、ポルシェタイプ"、"出現!ポルシェタイプ。不滅のサイクルマシン"
- リトラクタブルライト - リモコンレバーにより、ダイナモの作動とライトオープンが操作できる[5]
- この他、シンクロメモリーMAX、ダイネックスブレーキ、ニューシクロクロスタイヤ、SCブレーキ、スリースターリフレクターなどについては1978年版と概ね同じ

#### その他の車種
タイヤサイズは22〜27インチと豊富にラインナップされた。変速システムとして、「ポルシェタイプ」にはシンクロメモリーが、「ランチャタイプ」にはFF・PPSがそれぞれ採用され、ランチャタイプには10段変速 (2×5) の車種もある。

### 1980年式　モンテカルロ
シフトコンソールボックスに段数表示のためのデジタル数字素子を組み込んだデジメモ(デジタルメモリーシフト) が一部車種に導入された。

その他、リトラクタブルライトへの電動開閉機構の導入、HIとLOWの切り替えが可能な4灯式の前照灯、発光ダイオードを利用した点滅式のテールライトなども導入された。

#### 代表車種とその主要装備[6]
代表車種: MD-5GNR (26インチ)。標準現金販売価格 54,800円
フレームカラーは黒、シルバーの2種類
キャッチコピー: "デジメモ始動。"
- デジタルメモリーシフト (デジメモ) - シフトコンソールボックスに段数表示のためのデジタル数字素子を組み込んだもの
- スーパーギア - 最大ギア 38T のワイドレシオなリアスプロケット
- スーパーダイオードテール - テールライトに発光ダイオード3灯を組み込み、ダイナモ給電により中央が常時点灯、左右2灯は点滅する。
- リトライト&リモコンレバー - リトラクタブルライトだが、ダイナモ起倒用のレバーと、前照灯開閉用のレバーを別にした。
- この他、シンクロメモリーMAX、ダイネックスブレーキ、ニューシクロクロスタイヤ、SCブレーキなどについては1979年式と概ね同じ

#### その他の車種[6]
リトラクタブルの開閉機構を電動化した車種 (M-6FEなど)、前照灯を4灯式ライト (HIとLOWの切替機構を有する) を装備した車種 (M-5NW, MD-5GWなど)、ステンレス部品を多用した車種 (MDP-5GN) など、装備やタイヤサイズの異なるさまざまなバリエーションがある。

変速機構も、シンクロメモリーを採用した車種と、FF・PPSを採用した車種の両方がある。

また、モンテカルロシリーズとは別に、映画「スーパーマン」をイメージした車種 (SM-26, SM-24) が 1,000 台限定で販売されたが、装備などはMD-5GNRと基本的に同一であり、デザインのみの違いとなっている。

### 1981年式　モンテカルロ
前年の「デジメモ」のシフト段数表示部分を分離してハンドルバー上のパネルに格納した「コンポデジメモ」が一部車種に導入されたほか、その他の装備の種類も多様化した。

#### 代表車種とその主要装備[7]
代表車種: MDS-5NW (26インチ)。標準現金販売価格 59,800円
フレームカラーは黒、シルバーの2種類

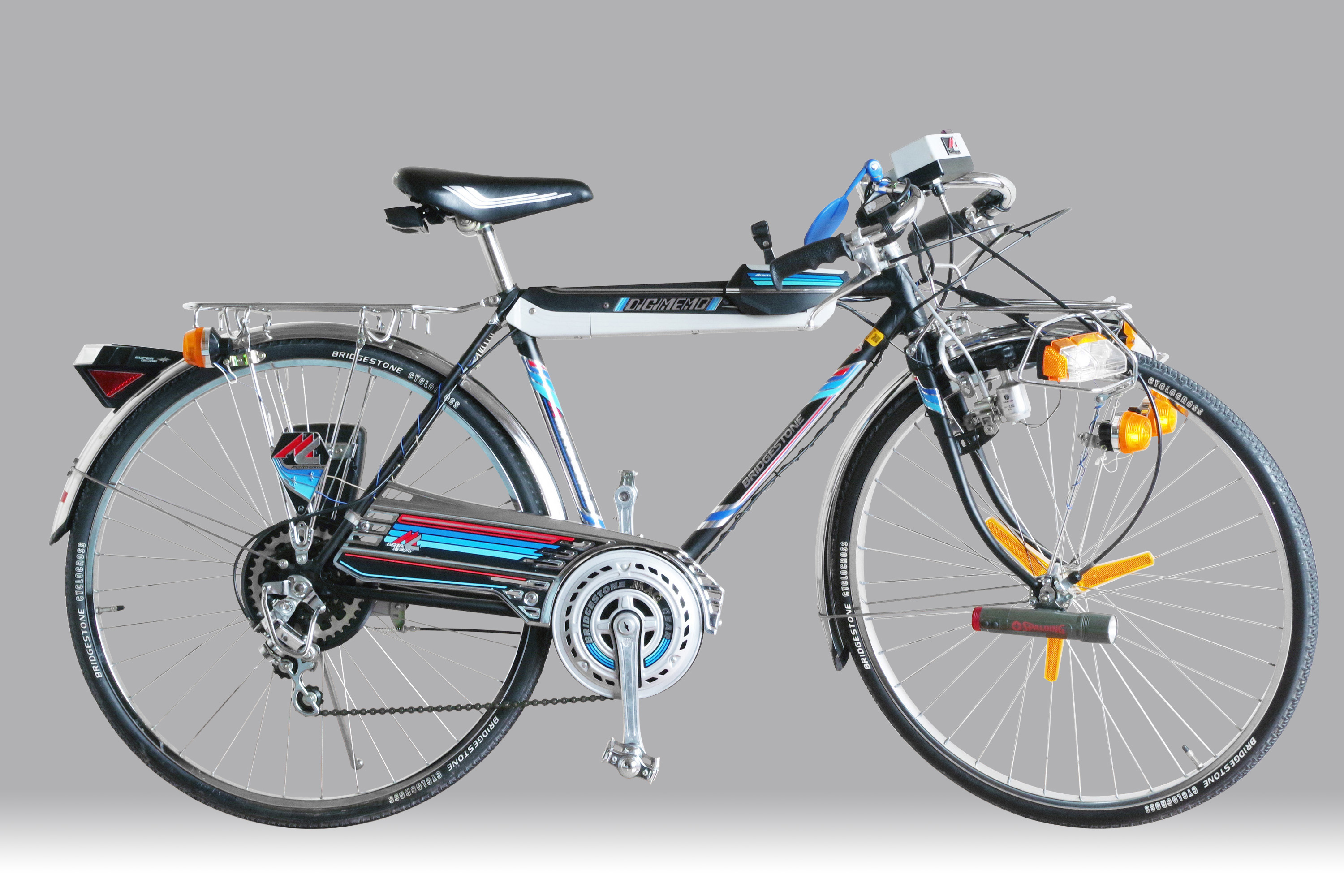
モンテカルロ コンポデジメモ MDS-5NW

キャッチコピー: "コンポデジメモ発進。"、"ドキリ、インパネ感覚。"、"きみは未来をつかまえた。"
- コンポデジメモ - パネルボックス、ジェットコンソール、およびシンクロメモリーMAXから構成されるコンポーネントシステム
- パネルボックス - 段数表示のデジタル発光数字素子とスピードメーター、スイッチ類を一体化し、ハンドルバー上に搭載したもの
- ジェットコンソール - トップチューブ上のシフトコンソールとトップチューブ下の電池ボックス (単一×4本使用) を一体化してカウリング様のケースとしたもの
- 4灯式ライト - 1980年に導入されたものと同じだが、電池からの給電機構が追加されているため、LOW, HIGH, ULTRA HIGH の3つの点灯モードを設定し、手元のスイッチで選択でき、停車中でも点灯が可能となった
- この他、シンクロメモリーMAX、スーパーギヤ、ダイネックスブレーキ、ニューシクロクロスタイヤ、スーパーダイオードテール、SCブレーキなどについては1980年式と概ね同じ

#### その他の車種
シンクロメモリー系の車種 (5速) 以外に、FF・PPS系の車種 (6速) も複数ラインナップされている。後者の代表例に、電動4灯式リトライトを搭載したM-6FNE、シマノより供給されたコンソール「デジコン」を搭載したMC-6FNWなどがある。
上記の代表車種よりさらに高価格帯の車種として、一部の部品をステンレスとし、4灯式リトライト (手動) やストップランプ付きスーパーダイオードテールなどを装備した MDP-5NR (標準現金販売価格 65,800円) や、ハイステンレスモデルの MDPP-5N (標準現金販売価格 69,800円)、 MDPP-5NR (標準現金販売価格 72,800円)などもラインナップされた。この一方、搭載する装備を減らした M-5 (標準現金販売価格 43,800円) などの廉価なモデルも市販されていた。

車体サイズも、20インチ車から26インチ車までがラインナップされていた。

### 1982年式　モンテカルロ
1980年式の「デジメモ」を6速とし、シンクロメモリー系にも6速の車種をラインナップした。引き続きシンクロメモリー系とFF・PPS系を併売。

#### 代表車種とその主要装備[8]
代表車種: MS-6NW。標準現金販売価格 56,800円
フレームカラーは黒のみ。
キャッチコピー: "モンテをとらえたのは、誰だ。"
- シンクロデジタル6 - デジメモの6速版。デジタル段数表示はトップチューブ上のコンソールに装着 (単5電池4本使用)
- スーパーギア 6 - 6速のリアスプロケット。最大ギア 38T。
- CX4ビーム - 1981年式の4灯式ライトと機能的にはほぼ同じだが、デザインが変更となった。LOWライトはフロントキャリアに取り付けられた電池ボックス (単一2本) から給電される。
- CX ダイオードテール - 1981年式のテールランプからデザインが変更され、LED は2灯。MS-6NWを含む上位車種はストップランプを内蔵し、後ブレーキレバーを握ると内蔵された豆電球が点灯する (電池給電)。
- この他、ダイネックスブレーキ、ニューシクロクロスタイヤ、SCブレーキなどについては1981年式と概ね同じ

#### その他の車種[8]
モンテカルロシリーズには、ハイステンレス車のMSPP-6W (標準現金販売価格 69,800円)、シフトボックスに液晶の段数表示とスピードメーターを内蔵したFF・PPS系のMCD-6F (標準現金販売価格 58,800円)、前後のウインカーを標準装備したM4-6FM (24インチ、標準現金販売価格 48,800円) などがある

また、モンテカルロとは別のブランドとして、光沢黒とゴールドのカラーリングを採用した「エクスカリバー」(EX-6CX; 標準現金販売価格 55,800円)が発売された。

### 1983年式　モンテカルロ
フロントライトのコンポーネントを一新し、5灯を組み込んだ「スーパーファーロ」を発表。

この年よりディレーラーがPPS系に統一されたほか、黒の車体に赤と白のロゴ、ラインというデザインに一新された。

#### 代表車種とその主要装備[9]
代表車種: M-6F。標準現金販売価格 59,800円
- スーパーファーロ - イタリアの工業デザイナー、ジウジアーロ氏のデザインによるフロントライトのコンポーネント[11]。通常のフロント2灯に加え、中央にクリプトン球、左右にウインカー (フォグランプ、ハザードとしても使用可能) の計5灯を搭載し、単一電池4本を内蔵する。これらを操作するためのスイッチがハンドルバーの右手部分に搭載された。
- ダイネックスサーボハーディー - ダイネックスブレーキの外観が変更された
- この他、CX ダイオードテール、SCブレーキなどについては1982年式と概ね同じ

#### その他の車種
高価格帯の車種として、ステンレス部品を多用したM-6FP (標準現金販売価格69,800円)、M-6FCPP (標準現金販売価格79,800円) などがある。
一方、廉価版の一部車種は JUNIOR WAY という別ブランドで販売された。

### 1984年式　モンテカルロ
1983年式のフロントライトコンポーネント「スーパーファーロ」を活かして、車体全体のデザインをジウジアーロ氏が担当した「モンテカルロジュージアーロ」がラインナップに組み込まれた。

また、「スーパーファーロ」の操作スイッチのデザインが改良され、よりハンドルグリップと一体化したデザインに変更となった。

#### 代表車種とその主要装備[12]
代表車種: MG-266C (モンテカルロジュージアーロ)。
標準現金販売価格 69,800円
フレームカラーは黒、ブラウンの2種類。標準装備のみで電池が8本も必要だった (バルコンファーロ用単1電池4本、デジコン用単3電池4本)。
- バルコンファーロ - 操作スイッチ、キァリア、中央クリプトン球、キャリアなどのデザインが1983年式とは異なるが、基本的な機能はスーパーファーロ同じ
- ストップランプ付きダイオードテール - 機能は1982〜83年式のテールライトと同じだが、リアキャリアと一体化した、ジウジアーロ氏による特徴的なデザインとなっている。
- FFニューデジコン - 1981年式より一部車種に搭載されている、シマノが供給する数字素子つきシフトコンソール

#### その他の車種
ジウジアーロ仕様には高価格帯の車種はない。1983年式のM-6Fは一部デザインの変更はあったが販売継続され、これにステンレス部品を多用したM-6FPP (標準現金販売価格69,800円)、M-6FPPP (標準現金販売価格79,800円) などがラインナップされた
。

モンテカルロブランドの最廉価車種はM-6W (標準現金販売価格49,800円) で、さらに廉価な車種はJUNIOR WAYとして販売された。

### 1985年式　モンテカルロ
新たなフロントライトコンポーネントとしてシステムライト10(テン)やダイナミッククワドロライトが開発された。また、テールライトとしてはソーラー素子を組み込んだ「ソーラーダイオードテール」が開発された。

#### 代表車種とその主要装備[13]
代表車種: MG-6P。
標準現金販売価格 62,800円
- システムライト10 - メインライトとしてクリプトン球2灯、セカンドライトとして白熱球2灯、外側にはウインカー/ハザード用の超ミニ球2灯、停止中でも1分間程度点灯するポジションアイ (LED球×2)、走行速度により色が変化するスピードアイ (LED球×2) の計10灯 (左右各5灯) を組み込み、ハンドルグリップ部の操作スイッチで操作可能とした。ウインカー、ハザード、フォグ、パッシングなどの機能がある。必要な電池は単2×2本で、フロントキャリア横の電池ボックスから給電された。
- ソーラーダイオードテール - ソーラー素子と二次電池を組み合わせ、光センサーを内蔵することで暗くなると自動的に点灯する。

#### その他の車種
高価格帯の車種として、ステンレス部品を多用したM-6PP (標準現金販売価格72,800円)、M-6PPP (標準現金販売価格82,800円) などがある。

一方、シンプルな4灯式フロントライトユニットを搭載し、電池を使用しないM-6P (標準現金販売価格49,800円)、そのステンレス版 (M-6PP, M-6PPP) も販売された。

さらに、1984年型のMG-266C (1985年ではMG-6FPに型番変更) やM-6F についても1985年版のパンフレットに掲載され販売が継続された。

### 1986年以降
1986年以降は、ロゴやデザイン自体は毎年更新されたものの、機能については (フラッグシップモデルには多少のリニューアルがなされたが) 違いはほとんどない。

以下、新機能、新装備について概説する。1986〜88年式ではシステムライト10に光ファイバーが組み込まれ、手元の操作パネルで点灯状態が確認できるようになった。1988年には24段変速 (前4段、後6段) の車種がラインナップされた。1989年には、システムライト21が発表された。これは、左右7灯 (計14灯) のLEDパネルとメインライト6灯、電池ボックスのパイロットLEDを合わせて、計21灯を組み込んだフロントライトコンポーネントである。

モンテカルロシリーズのデザインが最後に更新されたのは1991年であり、この頃にはジュニアスポーツ車のブームは終焉を迎えていた。
終売は1993年以降と考えられる。(1993年の一部パンフレットには掲載が確認されている。)